# Privigyei járás

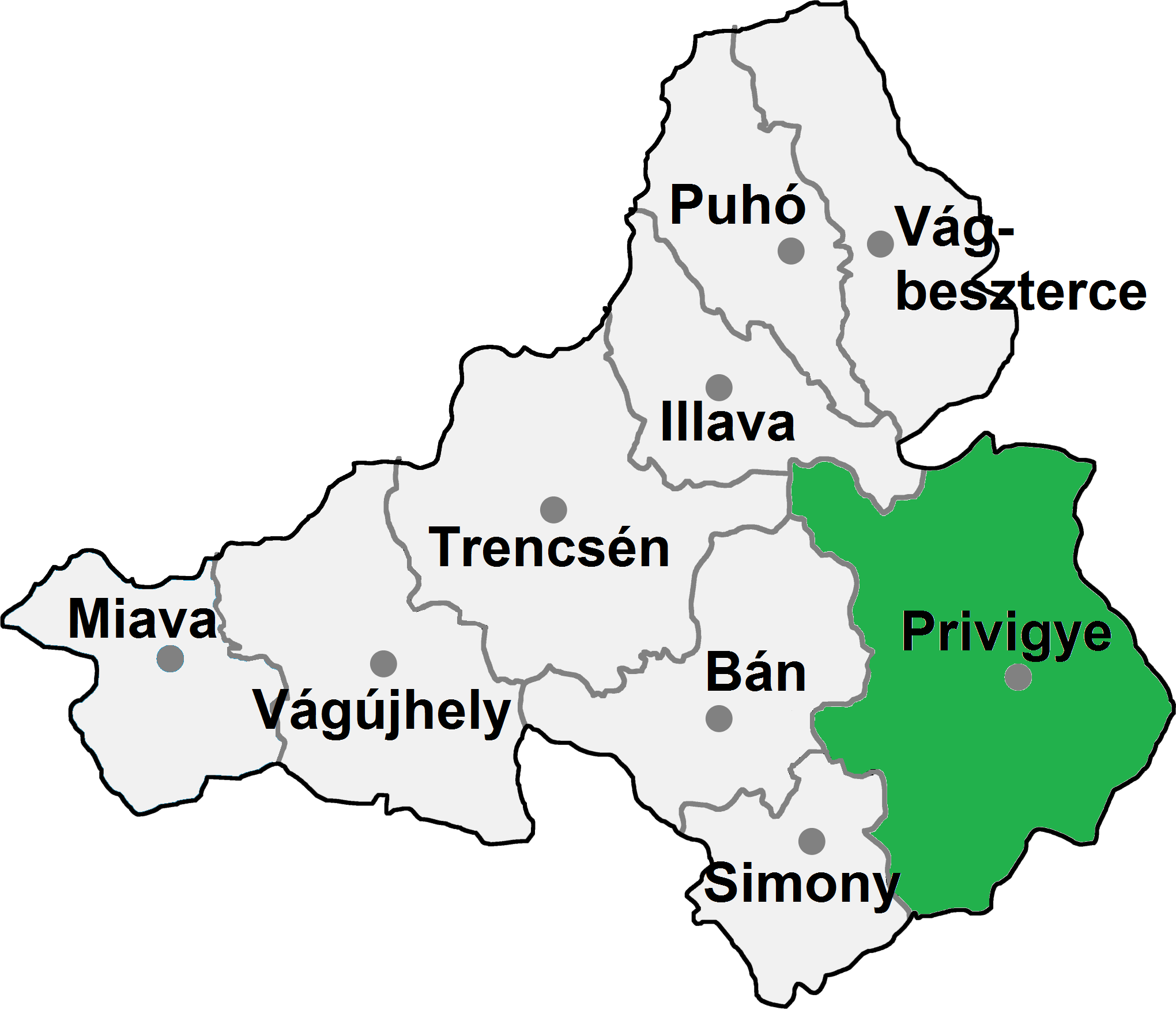
A Privigyei járás

A Privigyei járás (szlovákul Okres Prievidza) Szlovákia Trencséni kerületének közigazgatási egysége. Területe 960 km², lakosainak száma 137 894 (2011), székhelye Privigye (Prievidza). A járás területe az egykori Nyitra vármegye területe volt, de délnyugaton egy kis rész Bars vármegyéhez tartozott.

## Népessége
| Év:            | 1994.   | 2004.   | 2014.   | 2024.   |
| -------------- | ------- | ------- | ------- | ------- |
| Emberek száma: | 141 005 | 139 502 | 136 554 | 127 650 |
| Eltérés:       |         | -1,06 % | -2,11 % | -6,52 % |

| Év:            | 2023.   | 2024.   |
| -------------- | ------- | ------- |
| Emberek száma: | 128 613 | 127 650 |
| Eltérés:       |         | -0,74 % |

## A Privigyei járás települései
(Zárójelben a szlovák név szerepel.)
- Alsóvesztény (Dolné Vestenice)
- Bajmóc (Bojnice)
- Bajmócapáti (Opatovce nad Nitrou)
- Bajmóclazán (Lazany)
- Besztercsény (Bystričany)
- Bélapataka (Valaská Belá)
- Cégely (Cigeľ)
- Csavajó (Čavoj)
- Cserenye (Čereňany)
- Csék (Malinová)
- Delzsény (Dlžín)
- Divékrudnó (Nitrianske Rudno)
- Divékszécs (Seč)
- Divéktemes (Temeš)
- Divékújfalu (Diviacka Nová Ves)
- Erdőrét (Poluvsie)
- Felsővesztény (Horné Vestenice)
- Hársas (Lipník)
- Kányahegy (Kanianka)
- Kemenec (Kamenec pod Vtáčnikom)
- Keselőkő (Podhradie)
- Kiscsóta (Malá Čausa)
- Kisegyházas (Kostolná Ves)
- Kispróna (Pravenec)
- Kocurány (Kocurany)
- Kovácspalota (Tužina)
- Kós (Koš)
- Lestyén (Liešťany)
- Mohos (Poruba)
- Nagycsóta (Veľká Čausa)
- Nádasérberzseny (Nedožery-Brezany)
- Nemeskosztolány (Zemianske Kostoľany)
- Nevigyén (Nevidzany)
- Németpróna (Nitrianske Pravno)
- Nyitrabánya (Handlová)
- Nyitradivék (Diviaky nad Nitricou)
- Nyitrafenyves (Chvojnica)
- Nyitrafő (Kľačno)
- Nyitranovák (Nováky)
- Nyitraszucsány (Nitrianske Sučany)
- Oszlány (Oslany)
- Ófelfalu (Horná Ves)
- Papszabadi (Lehota pod Vtáčnikom)
- Parlag (Jalovec)
- Privigye (Prievidza)
- Radóc (Radobica)
- Rákosvölgyudvarnok (Nitrica)
- Rásztony (Ráztočno)
- Rudnószabadi (Rudnianska Lehota)
- Sújtó (Šútovce)
- Szebed (Sebedražie)
- Tormásborosznó (Chrenovec – Brusno)